# Unione Sportiva Casatese 1981-1982
Questa voce raccoglie le informazioni riguardanti l'Unione Sportiva Casatese nelle competizioni ufficiali della stagione 1981-1982.

## Rosa
| N. |                   | Ruolo | Calciatore           |
| -- | ----------------- | ----- | -------------------- |
| -  | Italia (bandiera) | C     | Guido Ballabio       |
| -  | Italia (bandiera) | A     | Vittorio Bilotta     |
| -  | Italia (bandiera) | P     | Pierantonio Bosaglia |
| -  | Italia (bandiera) | A     | Paolo Caprotti       |
| -  | Italia (bandiera) | P     | Silvano Casiraghi    |
| -  | Italia (bandiera) | C     | Giuseppe Cazzaniga   |
| -  | Italia (bandiera) | C     | Massimo Cazzaniga    |
| -  | Italia (bandiera) | A     | Giancarlo Corti      |
| -  | Italia (bandiera) | C     | Pietro Danelli       |
| -  | Italia (bandiera) | A     | Fabio Franzo         |
| -  | Italia (bandiera) | C     | Giuseppe Gesti       |
| -  | Italia (bandiera) |       | Mainardi             |

| N. |                   | Ruolo | Calciatore          |
| -- | ----------------- | ----- | ------------------- |
| -  | Italia (bandiera) |       | Malpighi            |
| -  | Italia (bandiera) |       | Monza               |
| -  | Italia (bandiera) |       | Nessi               |
| -  | Italia (bandiera) | A     | Roberto Pellizzari  |
| -  | Italia (bandiera) | D     | Claudio Pirotta     |
| -  | Italia (bandiera) | C     | Giancarlo Rizzi     |
| -  | Italia (bandiera) | D     | Oscar Sordelli      |
| -  | Italia (bandiera) | C     | Nicola Valente      |
| -  | Italia (bandiera) | A     | Dante Villa         |
| -  | Italia (bandiera) | D     | Giorgio Zaninetti   |
| -  | Italia (bandiera) | D     | Fabrizio Zoppellaro |